# Víctor Diogo
Víctor Hugo Diogo Silva (Treinta y Tres, 9 de abril de 1958) es un exfutbolista uruguayo que jugaba de lateral derecho. Es padre del también exfutbolista Carlos Diogo.

## Trayectoria
Su primer club fue Peñarol de Montevideo, equipo con el que tuvo una dilatada trayectoria obteniendo como logro más importante la Copa Libertadores y la Copa Intercontinental de Clubes de 1982 además de 4 campeonatos uruguayos. 
Luego de pasar 7 años en la institución fichó por el Palmeiras brasileño.

## Selección nacional
Ha sido internacional con la Selección de Uruguay en 33 ocasiones logrando su único gol en una final de Copa América contra Brasil, además de formar parte del plantel que consiguió el Sudamericano Sub-20 de 1977 y el cuarto lugar de la Copa Mundial Sub-20 de 1977

### Participaciones en Copas del Mundo
| Mundial                     | Sede   | Resultado     |
| --------------------------- | ------ | ------------- |
| Copa Mundial Sub-20 de 1977 | Túnez  | Cuarto puesto |
| Copa Mundial de 1986        | México | 8° de final   |

### Participaciones en Copas América
| Copa América      | Sede          | Resultado    |
| ----------------- | ------------- | ------------ |
| Copa América 1979 | Sin sede fija | Primera fase |
| Copa América 1983 | Sin sede fija | Campeón      |

## Clubes
| Club      | País    | Año       |
| --------- | ------- | --------- |
| Peñarol   | Uruguay | 1977–1984 |
| Palmeiras | Brasil  | 1984–1989 |

## Palmarés

### Campeonatos nacionales
| Título              | Club    | País    | Año  |
| ------------------- | ------- | ------- | ---- |
| Campeonato Uruguayo | Peñarol | Uruguay | 1978 |
| Campeonato Uruguayo | Peñarol | Uruguay | 1979 |
| Campeonato Uruguayo | Peñarol | Uruguay | 1981 |
| Campeonato Uruguayo | Peñarol | Uruguay | 1982 |

### Torneos internacionales
| Título                         | Club*                | País      | Año  |
| ------------------------------ | -------------------- | --------- | ---- |
| Campeonato Sudamericano Sub-20 | Selección de Uruguay | Venezuela | 1977 |
| Copa Libertadores              | Peñarol              | Santiago  | 1982 |
| Copa Intercontinental          | Peñarol              | Tokio     | 1982 |
| Copa América                   | Selección de Uruguay | Brasil    | 1983 |

(*) Incluyendo la selección